# 日本選手権オートレース
日本選手権オートレース（にほんせんしゅけんオートレース）とは、オートレースのSG競走の1つである。

## 概要
オートレース界で最も歴史の古いトップタイトルレースで、各場持ち回りで開催されるこの大会の最大の特徴は、全レースがオープンレースで行われる点である。言わばオートレース界のダービーとでも言うべきレースであり、このレースで優勝することは、掛け値なしの実力日本一のレーサーとなることを意味する。
現在の優勝賞金は、1,715万円。
協賛は、公営競技総合サービスサイト「オッズパーク」が第45回大会で初協賛し、第48回大会以降継続して協賛している。過去、「福岡ソフトバンクホークス」や「日本トーター」等が協賛していた。

## 歴史
第1回大会は1965年3月23日に川口オートレース場で開催され、翌1966年の第3回大会まではダートで行われた。1968年に大井オートレース場で開催された第4回大会以降は舗装路で行われている。
飯塚オートレース場で開催された第8回大会まではハンデレースも行われていたが、浜松オートレース場で開催された第9回大会以降は全てのレースがオープンレースで行われるようになった。
飯塚オートレース場で開催される第54回大会（2022年10月30日～11月3日）では、日本選手権オートレース初となるナイター競走で行われた。

## 出場選手選抜方法
※こちらを参照
- （1）前回優勝者
- （2）適用ランクS級48名
- （3）競走成績上位者47名

※ （1）と（2）及び（3）が重複する場合、重複相当数を競走成績上位者に加算する
※ （3）は、選考期間（前年7月1日から当年6月30日まで）の良走路の平均競走タイム上位者。選考タイムは、各オートレース場の平均タイムを算出しタイム格差を是正しているため、実際の競走タイムとは異なる

## 勝ち上がり
※ 出典：日本選手権オートレース 勝ち上がり
| 初日 | 2日目 | 3日目                                                                                              | 4日目                                              | 最終日        |
| --- | --- | -------------------------------------------------------------------------------------------------- | -------------------------------------------------- | ------------- |
| 1次予選（1R～9R）1着～2着の18名が特別予選へ 3着～8着の54名が2次予選へ 選抜予選（10R～12R）1着～4着の12名と 5着上位の2名が特別予選へ 5着下位の1名と 6着～8着の9名が2次予選へ | 2次予選（1R～8R）1着～5着の40名が準々決勝戦へ 特別予選（9R～12R）1着～2着の8名がスーパーライダー戦へ 3着～8着の24名が準々決勝戦へ | 準々決勝戦（4R～11R）1着～3着の24名が準決勝戦へ スーパーライダー戦（12R）1着～8着の8名が準決勝戦へ | 準決勝戦（9R～12R）各レース1着・2着の8名が優勝戦へ | 優勝戦（12R） |

## 過去の優勝者
| 回 | 開催日         | 開催場               | 優勝者        | 年齢 | 競走タイム | 競走車呼名     | 競走車車名          | 走路形態   | 距離  |
| -- | -------------- | -------------------- | ------------- | ---- | ---------- | -------------- | ------------------- | ---------- | ----- |
| 1  | 1965年3月23日  | 川口オートレース場   | 広瀬登喜夫    | 24   | 3.74       | ダートオー     | トライアンフ        | ダート800m | 8200m |
| 2  | 1965年11月4日  | 浜松オートレース場   | 磯部稔        | 31   | 3.88       | マチステ       | キョクトー（2級車） | ダート800m | 8200m |
| 3  | 1966年10月25日 | 飯塚オートレース場   | 広瀬登喜夫(2) | 26   | 4.12       | トキオー       | トライアンフ        | ダート600m | 7950m |
| 4  | 1968年3月31日  | 大井オートレース場   | 戸田茂司      | 30   | 3.59       | ユートピアATS  | トーヨー（2級車）   | 舗装500m   | 4800m |
| 5  | 1970年3月24日  | 飯塚オートレース場   | 二田水潤太郎  | 27   | 3.51       | トーヨービーチ | トーヨー（2級車）   | 舗装500m   | 5100m |
| 6  | 1972年3月21日  | 山陽オートレース場   | 福永勝也      | 30   | 3.55       | GアンドG       | トライアンフ        | 舗装500m   | 5100m |
| 7  | 1973年2月6日   | 浜松オートレース場   | 伊藤力示      | 24   | 3.73       | アタック       | トーヨー（2級車）   | 舗装500m   | 5100m |
| 8  | 1976年4月27日  | 飯塚オートレース場   | 加納好和      | 27   | 3.95       | ガイ           | トライアンフ        | 舗装500m   | 5100m |
| 9  | 1977年10月11日 | 浜松オートレース場   | 飯塚将光      | 27   | 3.45       | ホージョウ     | トライアンフ        | 舗装500m   | 5100m |
| 10 | 1978年10月10日 | 船橋オートレース場   | 飯塚将光(2)   | 28   | 3.50       | ホージョウ     | トライアンフ        | 舗装500m   | 5100m |
| 11 | 1980年3月24日  | 山陽オートレース場   | 宮地良        | 29   | 3.51       | TRデビルマン   | トライアンフ        | 舗装500m   | 5100m |
| 12 | 1980年10月14日 | 川口オートレース場   | 阿部光雄      | 31   | 3.92       | シビア         | トライアンフ        | 舗装500m   | 5100m |
| 13 | 1981年11月3日  | 伊勢崎オートレース場 | 且元滋紀      | 33   | 3.49       | プリンス       | トライアンフ        | 舗装500m   | 5100m |
| 14 | 1982年11月3日  | 飯塚オートレース場   | 秋田敬吾      | 38   | 3.42       | ザ･ガッツ      | トライアンフ        | 舗装500m   | 5100m |
| 15 | 1983年10月10日 | 浜松オートレース場   | 飯塚将光(3)   | 33   | 3.42       | ホージョウ     | トライアンフ        | 舗装500m   | 5100m |
| 16 | 1984年11月5日  | 山陽オートレース場   | 進藤敏彦      | 32   | 3.445      | チャンピオンM  | メグロ（二気筒）    | 舗装500m   | 5100m |
| 17 | 1985年11月5日  | 伊勢崎オートレース場 | 篠崎実        | 36   | 3.425      | クールリッチ   | メグロ（二気筒）    | 舗装500m   | 5100m |
| 18 | 1986年10月24日 | 船橋オートレース場   | 飯塚将光(4)   | 36   | 3.418      | ホージョウ     | トライアンフ        | 舗装500m   | 5100m |
| 19 | 1987年10月7日  | 川口オートレース場   | 飯塚将光(5)   | 37   | 3.431      | ホージョウ     | トライアンフ        | 舗装500m   | 5100m |
| 20 | 1988年11月3日  | 飯塚オートレース場   | 田代祐一      | 29   | 3.424      | ナンバーワン   | トライアンフ        | 舗装500m   | 5100m |
| 21 | 1989年11月6日  | 浜松オートレース場   | 飯塚将光(6)   | 39   | 3.365      | ウィンザー     | フジ                | 舗装500m   | 5100m |
| 22 | 1990年11月6日  | 山陽オートレース場   | 片平巧        | 25   | 3.351      | クランツ       | フジ                | 舗装500m   | 5100m |
| 23 | 1991年11月4日  | 伊勢崎オートレース場 | 岩田行雄      | 34   | 3.396      | ミステリアス   | フジ                | 舗装500m   | 5100m |
| 24 | 1992年11月5日  | 船橋オートレース場   | 島田信廣      | 42   | 3.363      | ウォリアーズ   | フジ                | 舗装500m   | 5100m |
| 25 | 1993年11月4日  | 川口オートレース場   | 片平巧(2)     | 28   | 3.384      | キブロワイト   | セア                | 舗装500m   | 5100m |
| 26 | 1994年11月7日  | 浜松オートレース場   | 片平巧(3)     | 29   | 3.376      | キブロワイト   | セア                | 舗装500m   | 5100m |
| 27 | 1995年11月7日  | 飯塚オートレース場   | 福田茂        | 44   | 3.620      | ユートピアS    | セア                | 舗装500m   | 5100m |
| 28 | 1996年11月6日  | 山陽オートレース場   | 島田信廣(2)   | 46   | 3.322      | ウォリアーズ3  | セア                | 舗装500m   | 5100m |
| 29 | 1997年11月25日 | 伊勢崎オートレース場 | 高橋貢        | 26   | 3.329      | ウルフ         | セア                | 舗装500m   | 5100m |
| 30 | 1998年11月5日  | 船橋オートレース場   | 高橋貢(2)     | 27   | 3.343      | ウルフ         | セア                | 舗装500m   | 5100m |
| 31 | 1999年11月4日  | 川口オートレース場   | 池田政和      | 26   | 3.337      | カイザー       | セア                | 舗装500m   | 5100m |
| 32 | 2000年11月5日  | 浜松オートレース場   | 高橋貢(3)     | 29   | 3.332      | ラウンダー     | セア                | 舗装500m   | 5100m |
| 33 | 2001年11月7日  | 飯塚オートレース場   | 浦田信輔      | 28   | 3.335      | パンジャA      | セア                | 舗装500m   | 5100m |
| 34 | 2002年11月27日 | 山陽オートレース場   | 濱野淳        | 27   | 3.316      | セオス         | セア                | 舗装500m   | 5100m |
| 35 | 2003年11月26日 | 伊勢崎オートレース場 | 池田政和(2)   | 30   | 3.312      | アイコネリ     | セア                | 舗装500m   | 5100m |
| 36 | 2004年11月3日  | 船橋オートレース場   | 高橋貢(4)     | 33   | 3.351      | Fニーナ        | セア                | 舗装500m   | 5100m |
| 37 | 2005年11月6日  | 川口オートレース場   | 岡部聡        | 40   | 3.729      | フラッグシップ | セア                | 舗装500m   | 5100m |
| 38 | 2006年11月5日  | 浜松オートレース場   | 田中茂        | 29   | 3.324      | S・アーロン    | セア                | 舗装500m   | 5100m |
| 39 | 2007年11月4日  | 飯塚オートレース場   | 山田真弘      | 35   | 3.320      | ナノ･111       | セア                | 舗装500m   | 5100m |
| 40 | 2008年11月3日  | 山陽オートレース場   | 田中茂(2)     | 31   | 3.325      | S・アーロン    | セア                | 舗装500m   | 5100m |
| 41 | 2009年11月3日  | 伊勢崎オートレース場 | 木村武之      | 32   | 3.312      | クロム         | セア                | 舗装500m   | 5100m |
| 42 | 2010年11月3日  | 飯塚オートレース場   | 永井大介      | 33   | 3.355      | ダビド・ビジャ | セア                | 舗装500m   | 5100m |
| 43 | 2011年11月6日  | 船橋オートレース場   | 永井大介(2)   | 34   | 3.571      | ビズビム       | セア                | 舗装500m   | 5100m |
| 44 | 2012年11月4日  | 川口オートレース場   | 永井大介(3)   | 35   | 3.331      | ビズビム       | セア                | 舗装500m   | 5100m |
| 45 | 2013年11月4日  | 伊勢崎オートレース場 | 木村武之(2)   | 36   | 3.402      | ワント         | セア                | 舗装500m   | 5100m |
| 46 | 2014年11月3日  | 飯塚オートレース場   | 中村雅人      | 33   | 3.382      | Kモンソン      | セア                | 舗装500m   | 5100m |
| 47 | 2015年11月3日  | 川口オートレース場   | 永井大介(4)   | 38   | 3.355      | ビズビム       | セア                | 舗装500m   | 5100m |
| 48 | 2016年11月6日  | 浜松オートレース場   | 鈴木圭一郎    | 22   | 3.355      | カルマ3K       | セア                | 舗装500m   | 5100m |
| 49 | 2017年11月5日  | 浜松オートレース場   | 鈴木圭一郎(2) | 23   | 3.335      | カルマ3K       | セア                | 舗装500m   | 5100m |
| 50 | 2018年11月4日  | 川口オートレース場   | 青山周平      | 34   | 3.392      | ハルク・73     | セア                | 舗装500m   | 5100m |
| 51 | 2019年11月4日  | 飯塚オートレース場   | 青山周平(2)   | 35   | 3.357      | ハルク・73     | セア                | 舗装500m   | 5100m |
| 52 | 2020年11月3日  | 川口オートレース場   | 森且行        | 46   | 3.375      | ハカ           | セア                | 舗装500m   | 5100m |
| 53 | 2021年11月7日  | 浜松オートレース場   | 鈴木圭一郎(3) | 27   | 3.363      | カルマ3K       | セア                | 舗装500m   | 5100m |
| 54 | 2022年11月3日  | 飯塚オートレース場   | 青山周平(3)   | 37   | 3.371      | ハルク・73     | セア                | 舗装500m   | 5100m |
| 55 | 2023年11月5日  | 浜松オートレース場   | 青山周平(4)   | 38   | 3.363      | ハルク・73     | セア                | 舗装500m   | 5100m |
| 56 | 2024年11月4日  | 川口オートレース場   | 黒川京介      | 26   | 3.343      | イットウセイ   | セア                | 舗装500m   | 5100m |

## エピソード
- 完全優勝（全競走1着）は、第14回大会、第16回大会、第21回大会、第22回大会、第24回大会、第28回大会、第48回大会と7回達成されている。なお第14回大会で優勝した秋田敬吾は、SG史上初の完全優勝を達成した。
- 第9回大会および第10回大会で優勝した飯塚将光は、これによりSG史上初の連覇を達成した。
- 第37回大会では、当時川口オートレース場のイメージキャラクターを務めていたGacktが優勝戦の試走先導およびプレゼンターとして登場。表彰式では優勝した岡部聡に優勝杯とは別のカップとシャンパンを渡した[9][10]。またこの時、Gackt作曲の優勝戦ファンファーレ『Sanctuary -幻想の彼方に-』がお披露目され、以後、川口でのSG開催時を中心に優勝戦で使われている。
- 第42回大会で優勝した永井大介は、これにより片平巧に次ぎ2人目のSGグランドスラムを達成した。
- 第44回大会で優勝した永井大介は、これにより日本選手権史上初の3連覇を達成した。
- 第50回大会に出場した佐藤摩弥は、女子選手初のSG優勝戦進出を果たす（優勝戦の結果は8着）[11][12]。
- 川口オートレース場で開催された第52回大会では、新型コロナウイルス感染症の感染拡大防止の観点から各日先着9,000名と入場制限された[13][注 1]。
- 第52回大会で優勝した森且行の1997年6月27日の選手登録から23年4ヶ月8日でのSG制覇と46歳でのSG初優勝は、オートレースのデビュー最遅SG制覇記録の更新[注 2][14]と、SG最年長初優勝記録[注 3]に並んだ[16]。また、第28回大会に当時46歳で優勝した島田信廣の大会最年長優勝記録にも並んだ。
- 第52回大会優勝戦での3連勝単式の配当金が、SG優勝戦史上最高の57万8,880円となった[16]。